# Ханти-Мансийск
Ханти-Мансийск (на руски: Ха́нты-Манси́йск) е град в Русия, административен център на Ханти-Мансийския автономен окръг. Населението му е 79 410 жители през 2010 г.
Основан е през 1582 г., град е от 1950 г. Намира се на източния бряг на река Иртиш, на 10 км от вливането на реката в Об. Обслужва се от летище Ханти-Мансийск.

## Спорт
В града се провеждат Световната купа по шахмат през 2005, 2007, 2009 и 2011 г., 39-а шахматна олимпиада през 2010 г. и Световното първенство по шахмат за жени през 2012 г.
В Ханти-Мансийск се провеждат световните първенства по биатлон през 2003, 2010 и 2011 г.

## Галерия
- Храм „Възкресение Христово“
- Леден дворец
- Речно пристанище
- Театър